# کاروگا لیک (نیویورک)
کاروگا لیک (به انگلیسی: Caroga Lake) یک منطقهٔ مسکونی در ایالات متحده آمریکا است که در Caroga واقع شده‌است. کاروگا لیک ۸٫۷ کیلومتر مربع مساحت و ۵۱۸ نفر جمعیت دارد و ۴۵۱٫۱۱ متر بالاتر از سطح دریا واقع شده‌است.